# Inovce

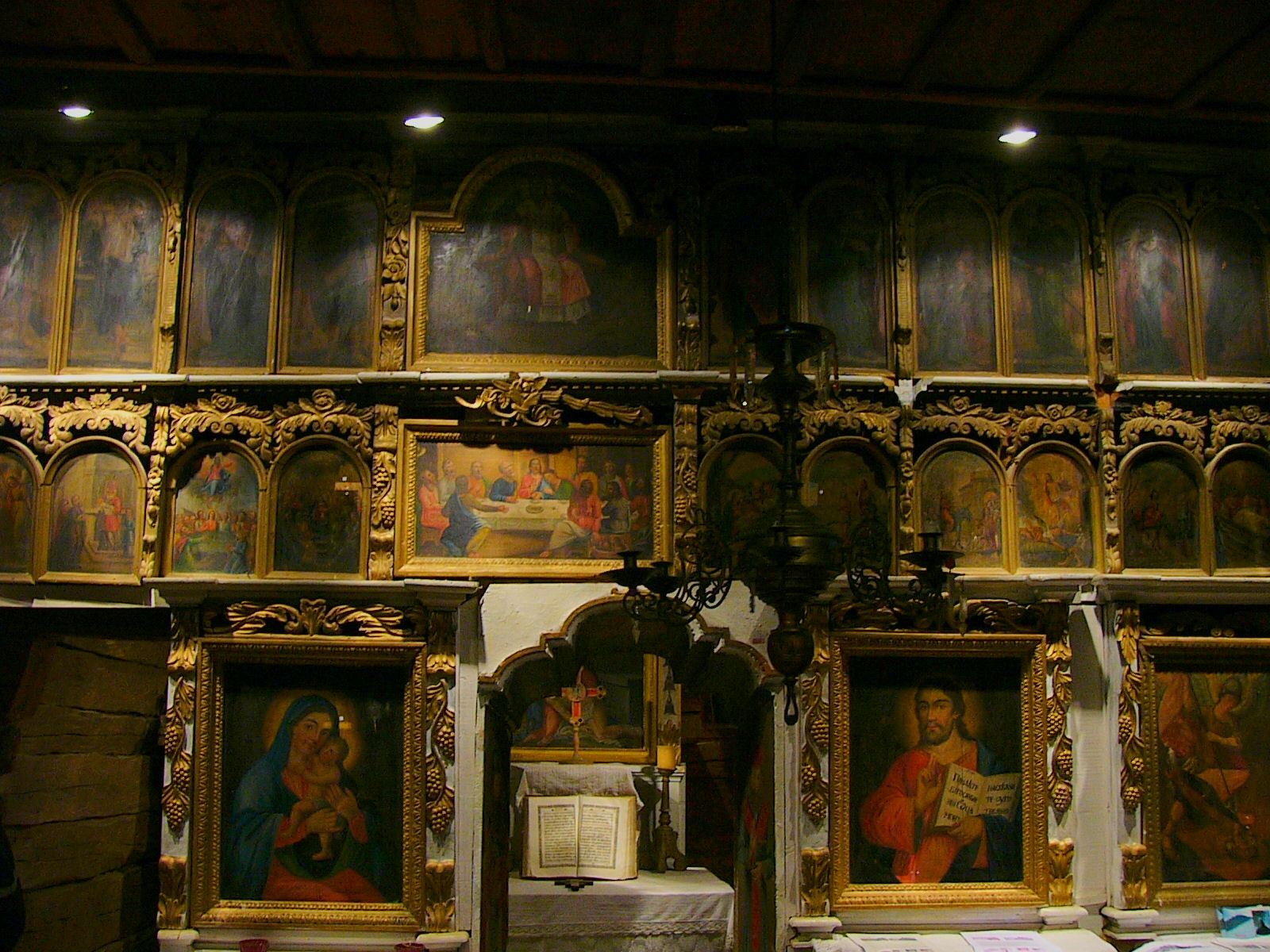
Inovce

Inovce (Hongaars: Éralja) is een Slowaakse gemeente in de regio Košice, en maakt deel uit van het district Sobrance.
Inovce telt 219 inwoners.